# Розенфельд Олександр Ілліч
Олександр Ілліч Розенфельд (нар. 30 серпня 1949, Київ, Українська РСР, СРСР) — радянський та український вчений, доктор економічних наук, заслужений діяч науки і техніки України, почесний професор Віденського університету, ректор Міжнародного Соломонового університету. Автор понад двохсот наукових праць.

## Життєпис

### Походження та навчання
Олександр Розенфельд народився 30 серпня 1949 року в Києві. У 1966 році вступив до Московського державного університету імені М. В. Ломоносова на механіко-математичний факультет. У 1972 році закінчив Казанський державний університет імені В. І. Ульянова-Леніна. З 1972 року працював у наукових організаціях як дослідник. У 1978 році захистив кандидатську дисертацію в Центральному економіко-математичному інституті (ЦЕМІ) АН СРСР, а у 1988 році — докторську у тому ж закладі, за спеціальністю «Математичні методи в економічних дослідженнях».

### Освітня діяльність
З 1992 року обіймав адміністративні посади, зокрема, директора Центру прикладних економічних досліджень, ректора Міжнародного Соломонова університету, директора науково-дослідного економічного інституту міністерства економіки України.
Також працював професором у Київському державному художньому інституті. Потім перейшов до Міжнародного Соломонового університету, де обіймав посади завідувача кафедри та декана факультету.
Викладав в ряді закордонних університетів та організацій як запрошений лектор.
Працював головним редактором журналу «Вісник Міжнародного Соломонового університету». Голова редакційної ради міжнародного наукового журналу «Хазарський альманах»[неавторитетне джерело].

### Наукові інтереси
- Математичні методи в прикладних наукових дослідженнях.
- оцінка та прогноз наслідків прийняття рішень на передпроєктних стадіях розробки.

### Основні наукові публікації
- Дифференцирования алгебры плюральных чисел, Труды геометрического семинара Казанского университета, т.7. 1974.
- Вопросы анализа и синтеза структуры территориальных систем (на примере Западного Казахстана), ЦЭМИ АН СССР, 1978.
- Модели и методы оценки предпроектных решений (на примере химических производств), ЦЭМИ АН СССР, 1989.
- Тезисы к общей теории полезности и экономического поведения, Экономика Украины, 2007
- Жизнь с точки зрения экономиста, изд. «Валдис» 2019, 2-е изд. Литрес, 2020.

### Літературна діяльність
Автор роману «Король», що побачив світ 2022 року у видавництві «Самміт-книга», а також ряду літературних творів та аудіоспектаклів у циклі «Майже правдоподібні історії».

### Громадська діяльність
Працював консультантом, керівником робочих груп з підготовки проєктів Указів та послань Президента України, науковим консультантом комітету з міжнаціональних відносин Верховної Ради України, керівником групи радників з економічної політики Верховної Ради України, головою науково-експертної ради при Антимонопольному комітеті України, головою опікунської ради благодійного фонду «Хесед-Турбота». Обирався членом Нью-Йоркської академії наук та Ради представників Всесвітнього товариства World ORT.

## Нагороди та відзнаки
- Заслужений діяч науки і техніки України
- Грамота Верховної Ради України
- «Медаль Кнесету» (Ізраїль)
- Премія імені Жаботинського «За міжнаціональне взаєморозуміння»
- Нагородні знаки та медалі: СРСР, Україна, Ізраїль, Велика Британія
- Почесний професор Віденського міжнародного університету (Австрія).